# Prionostemma genufuscum
Prionostemma genufuscum is een hooiwagen uit de familie Sclerosomatidae.